# 东环高架快速路

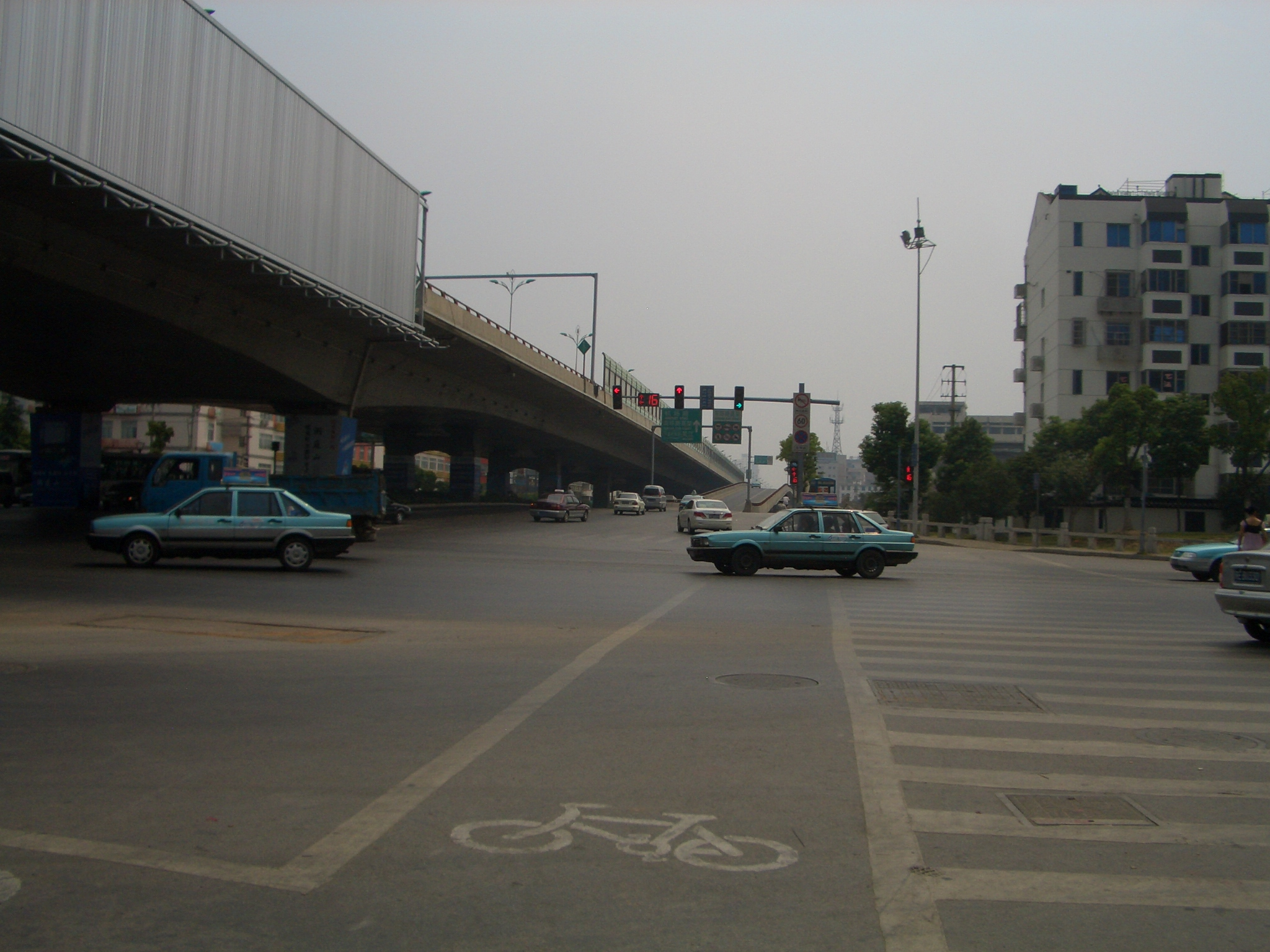
东环路高架干将路口，及上匝道

东环高架快速路是苏州“井”字形内环高架快速道路的东段，為南北走向，平行于苏嘉杭高速苏州城区段，长约6.3公里。高架设计双向6车道，高架限速80km/h，地面道路双向4到6车道，两边各设有非机动车道和人行道。
东环高架快速路北接官渡里立交，南联东南环立交，高架道路从向阳桥东港新村口起坡，一路经过现代大道、干将路、葑门路、机场路、杨枝塘路等城市主干道，并在杨枝塘路和机场路处有互通立交，在葑门路附近，现代大道附近有下匝道，在干将路有上匝道，穿过东南环立交，跨过东兴路后落地。
由于东环路的建成，极大的缓解了城区东部的交通环境。由于原先东环路与S227重合，交通压力极大，给沿线居民的出行带来了极大的安全隐患。高架建成以后，从南到北行车只要5分钟，由于与地面道路分离，交通安全环境大为改善。